# Manuel Lolas
Manuel Lolas Martínez (Talca, Chile; 11 de enero de 2004) es un futbolista chileno. Juega de delantero y actualmente dejó el fútbol por la universidad

## Trayectoria
Fue promovido al primer equipo de Rangers en la temporada 2021. Debutó en la Primera B de Chile el 7 de abril ante Unión San Felipe.
Anotó su primer gol profesional el 6 de noviembre a San Marcos de Arica, fue empate 1-1.

## Selección nacional
Es seleccionado juvenil por Chile desde la sub-15.
Fue citado al Campeonato Sudamericano Sub-20 de 2023.

## Estadísticas
| Club            | Div.          | Temporada     | Liga  | Liga  | Copas nacionales | Copas nacionales | Torneos internacionales | Torneos internacionales | Total | Total |
| Club            | Div.          | Temporada     | Part. | Goles | Part.            | Goles            | Part.                   | Goles                   | Part. | Goles |
| --------------- | ------------- | ------------- | ----- | ----- | ---------------- | ---------------- | ----------------------- | ----------------------- | ----- | ----- |
| Rangers · Chile | 2.ª           | 2021          | 8     | 1     | 1                | 0                | —                       | —                       | 9     | 1     |
| Rangers · Chile | 2.ª           | 2022          | 11    | 1     | 1                | 0                | —                       | —                       | 12    | 1     |
| Rangers · Chile | 2.ª           | 2023          | 0     | 0     | —                | —                | —                       | —                       | 0     | 0     |
| Rangers · Chile | Total club    | Total club    | 19    | 2     | 2                | 0                | 0                       | 0                       | 21    | 2     |
| Total carrera   | Total carrera | Total carrera | 19    | 2     | 2                | 0                | 0                       | 0                       | 21    | 2     |
| 1. 2.           |               |               |       |       |                  |                  |                         |                         |       |       |